# I24news
i24news és un canal de televisió israelià de temàtica informativa d'àmbit internacional. Fou creat l'any 2013 sota l'eslògan "Veure-hi més lluny". El seu propietari és Patrick Drahi. El canal és privat i emet continguts en francès, anglès i àrab. La seu social es troba a Tel-Aviv-Jaffa, el capital és privat i té les següents seccions: Internacional, Israel, Economia, Tecnologia, Esport i Cultura. A més, pot veure's en directe per Internet.

## Galeria d'imatges

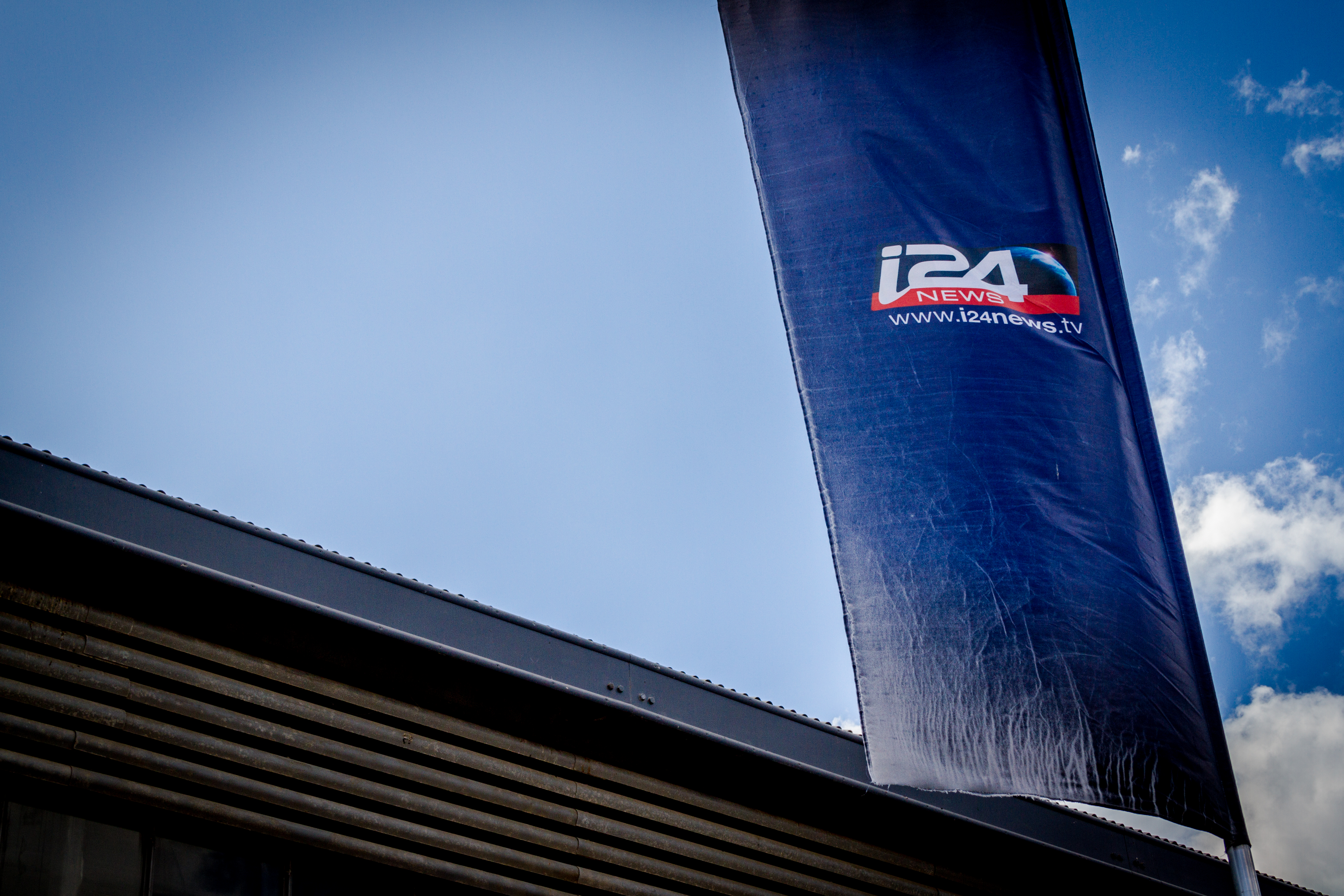
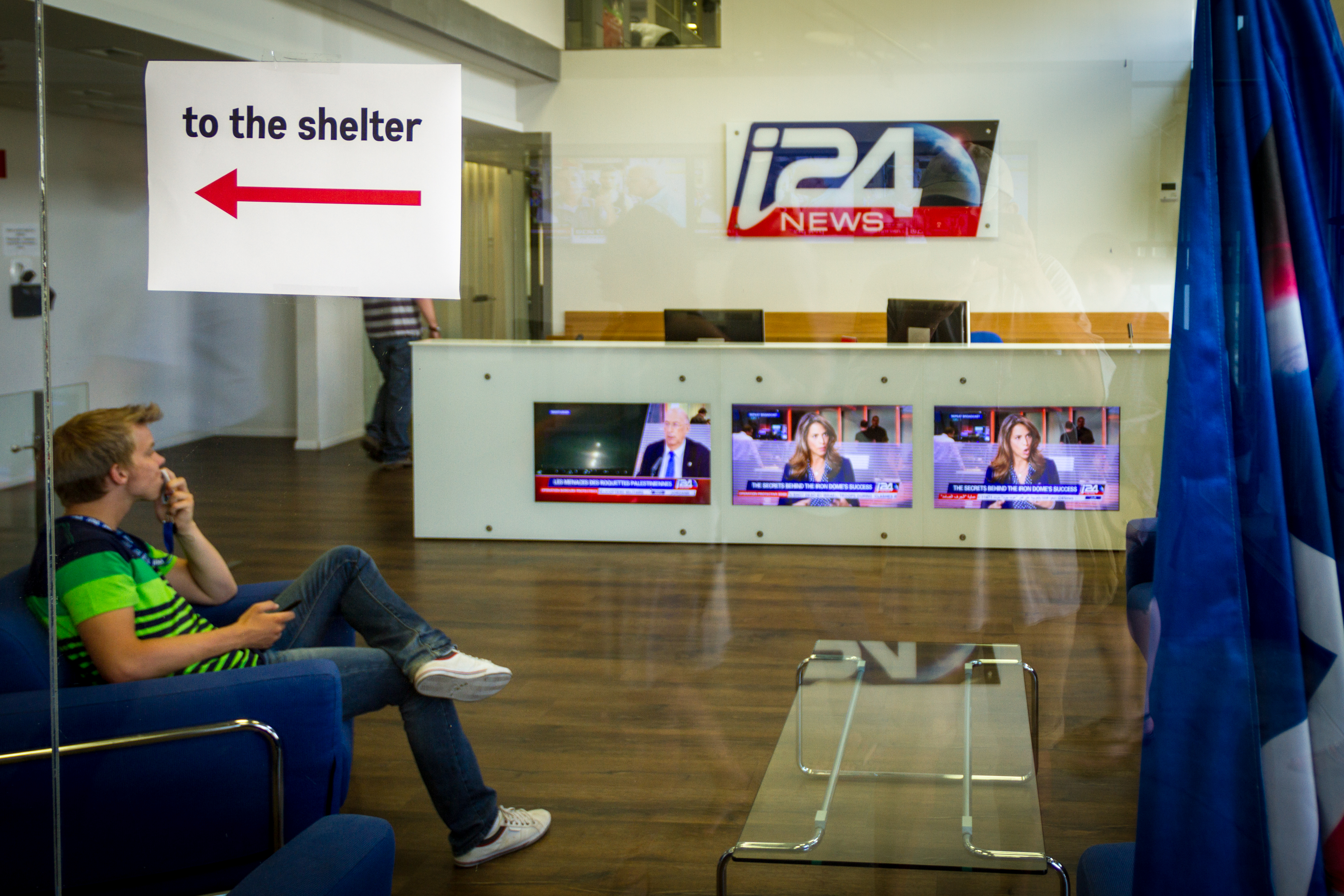
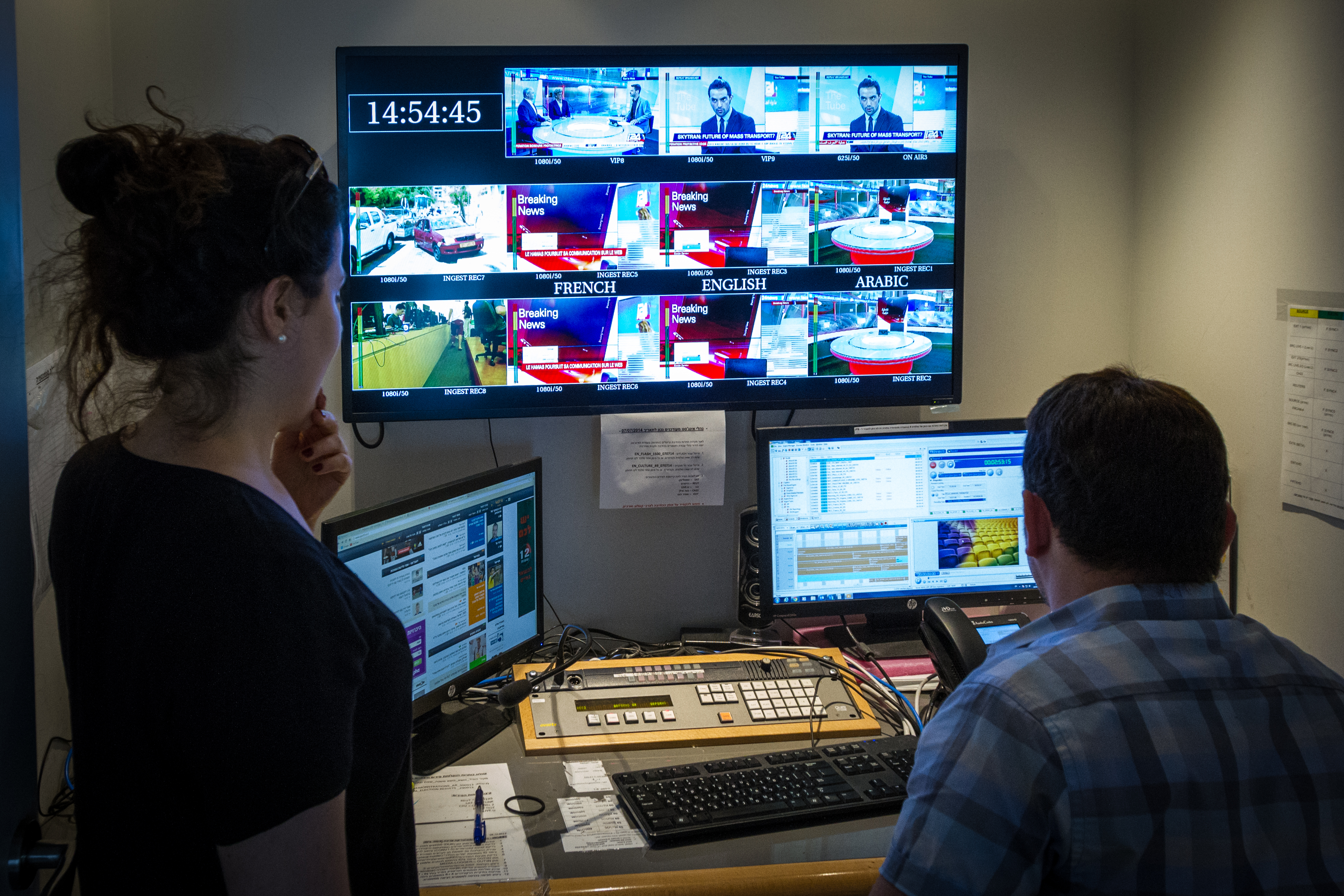
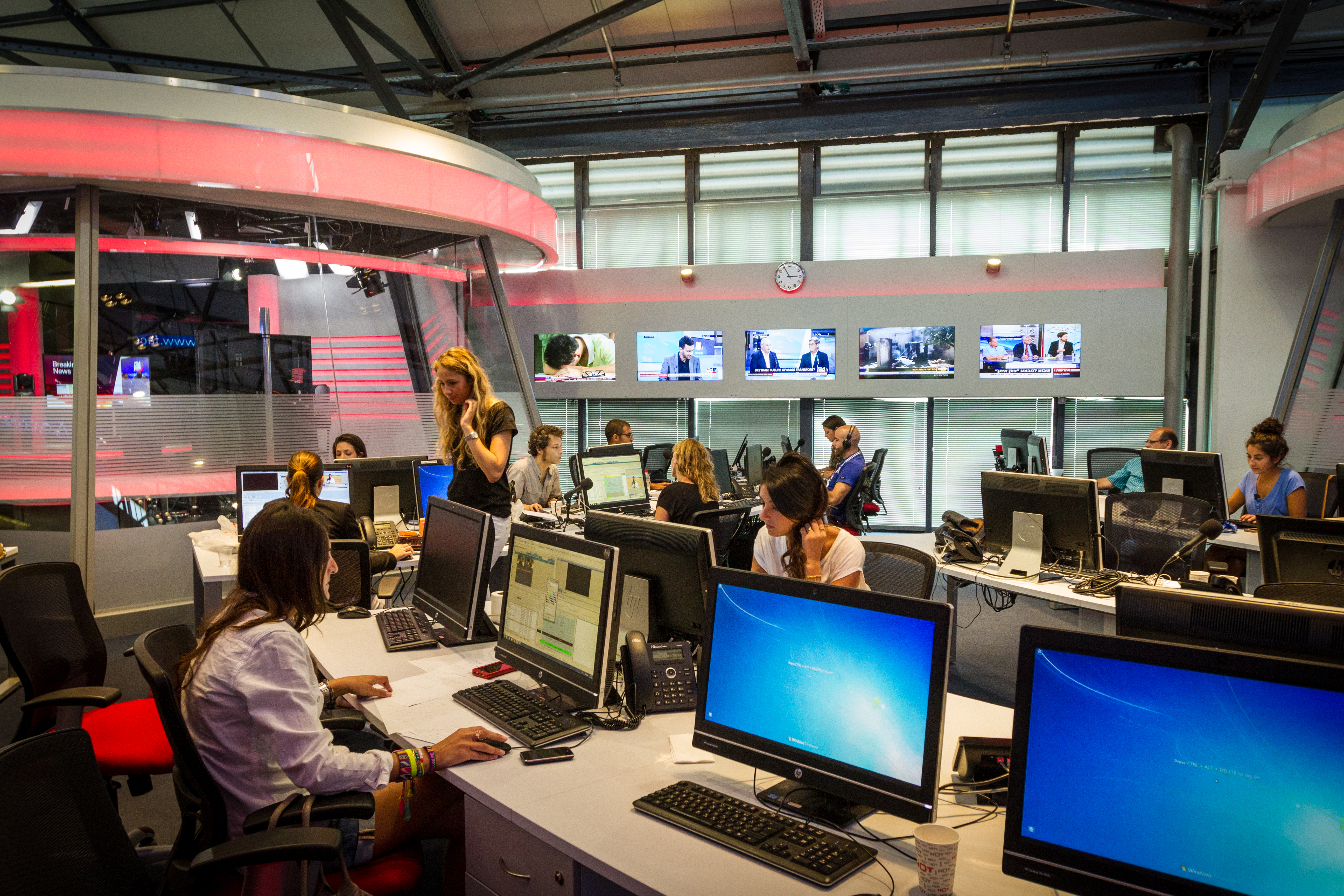
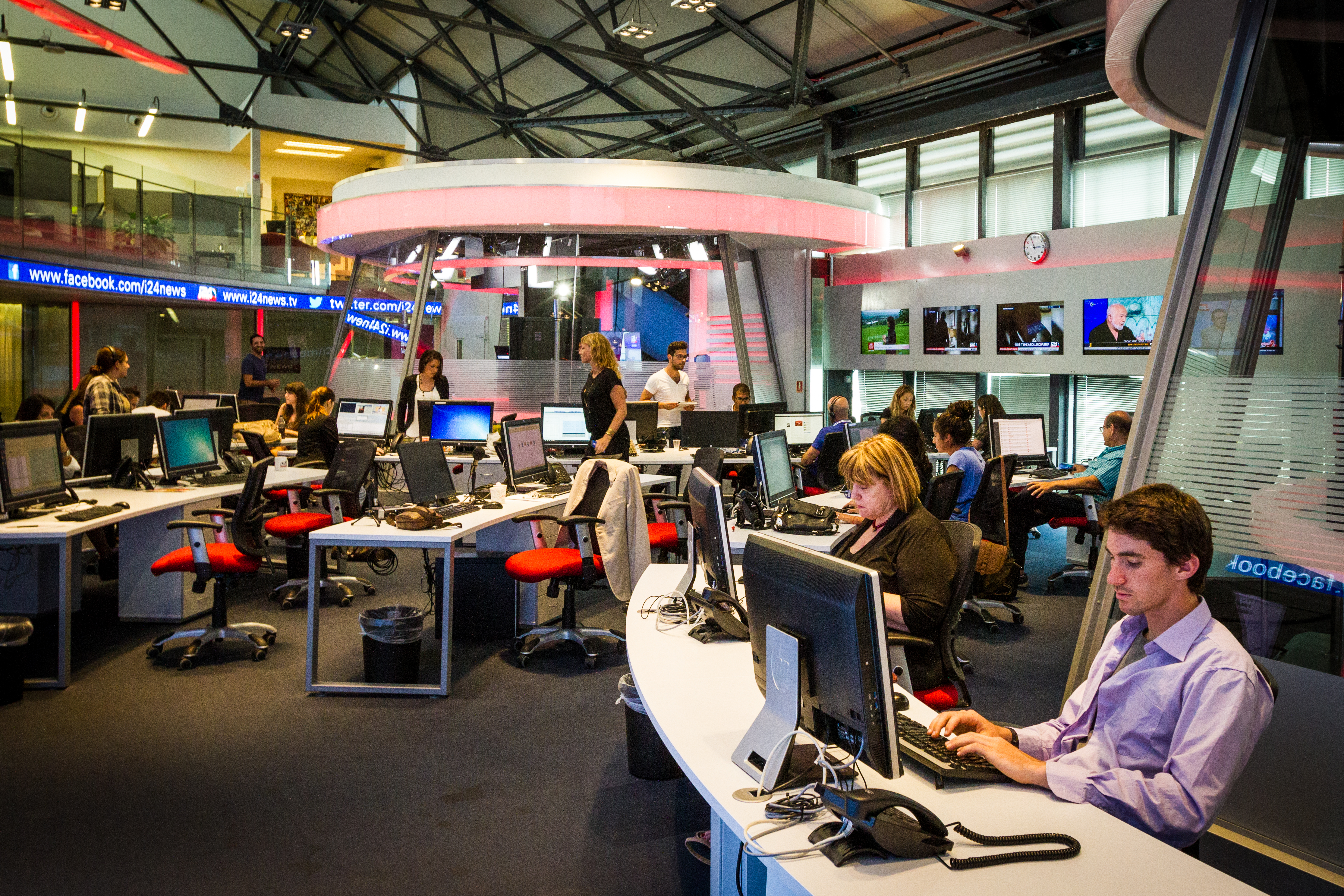
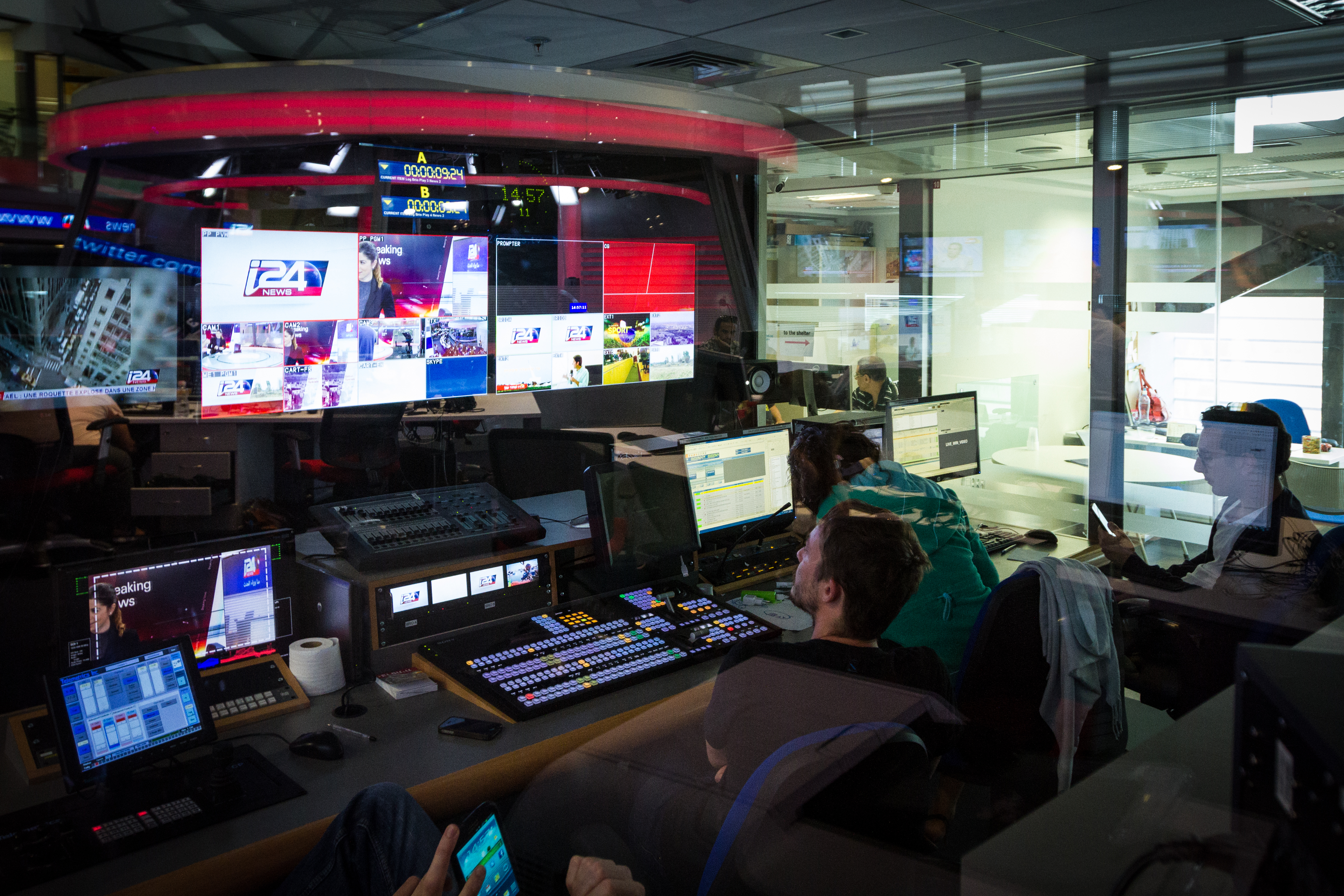